# Vera Cruz

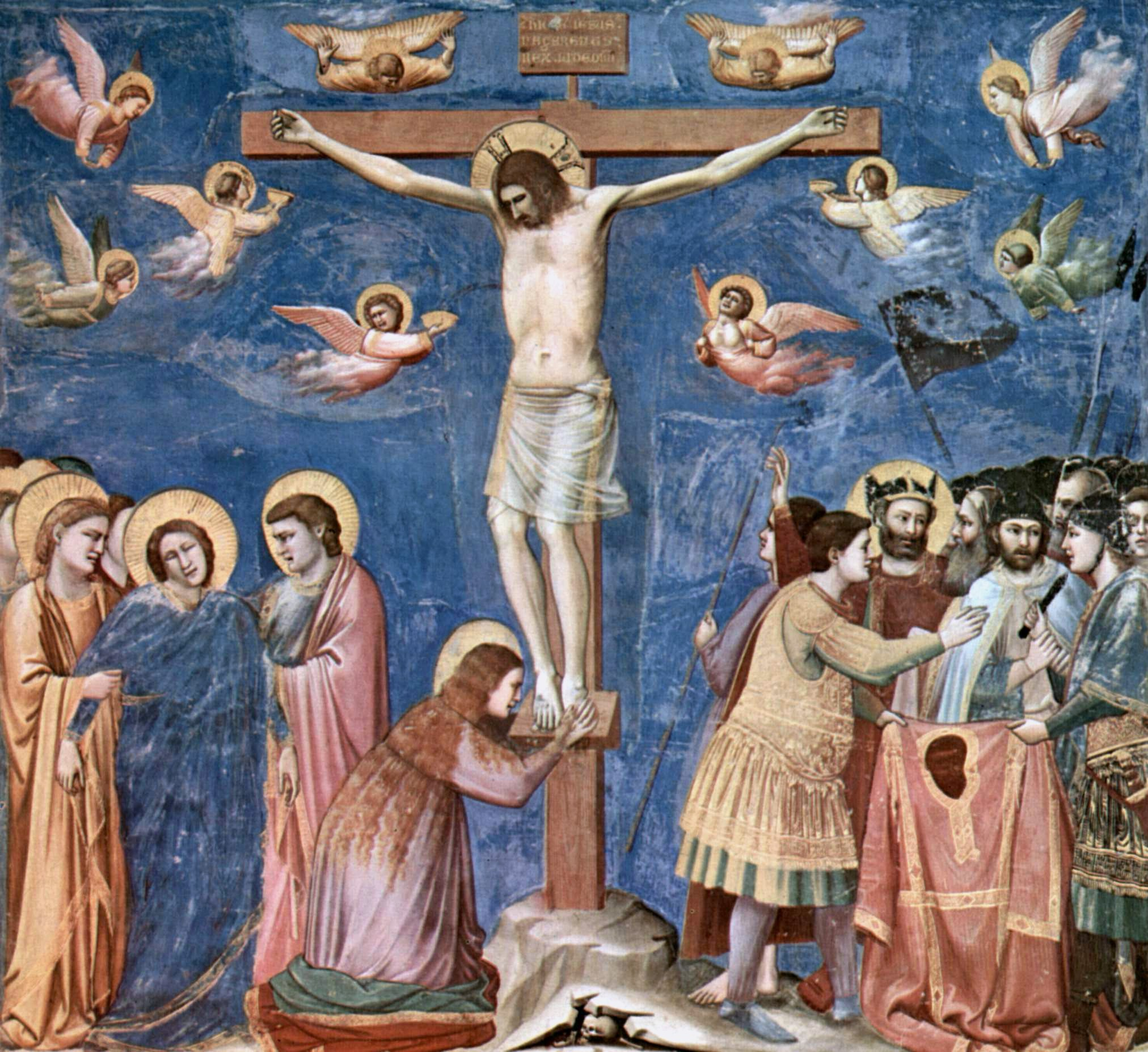
Cristo crucificado
Pintura de Giotto

Vera Cruz é a denominação dada à verdadeira cruz em que Jesus Cristo foi crucificado.
Segundo historiadores dos últimos períodos da Antiguidade, a imperatriz Helena de Constantinopla, mãe do imperador Constantino (o primeiro imperador cristão de Roma), teria viajado à Terra Santa, fundando igrejas e agências de socorro aos necessitados numa data posterior a 312 d.C. (quando à Cristandade foi dada liberdade de culto em todo o Império). Teria sido nessa época que a imperatriz descobriu três cruzes usadas na crucifixão de Jesus e de dois ladrões, Dimas e Gesmas, que foram executados com ele. Um milagre revelou qual das três era a cruz verdadeira, a Vera Cruz.

## Data da descoberta
A história da descoberta deve ser posterior a 337, ano em que Eusébio de Cesaréia escreveu a Vida de Constantino, onde diz que Constantino I encontrou o local da crucificação e túmulo de Jesus e construiu o complexo da Basílica do Santo Sepulcro, sem fazer menção à cruz. Em particular, Eusébio lembra que as escavações para a descoberta do túmulo foram realizadas por Macário de Jerusalém a mando de Constantino, que teve um sonho premonitório (julho de 325);  a igreja foi inaugurada em setembro de 335, mas não existem vestígios da cruz.  Em 340 - 345 um peregrino de Bordéus, em visita a Jerusalém, afirma a existência do complexo construído por Constantino (uma grande basílica, o  martyrium  , um átrio fechado por um pórtico triplo construído em torno da tradicional rocha do Calvário, e uma igreja redonda, anastasis , que continha o túmulo), mas não menciona a cruz. 
As Catequeses de Cirilo, entretanto, refere-se à cruz; tendo sido escritos entre 348 e 350, permitem-nos datar a tradição da descoberta do início da década de 340. De facto, no tempo de Cirilo, fragmentos da Cruz já tinham sido distribuídos em diversas regiões do mundo cristão..

## Relíquias
As relíquias da Vera Cruz são conservadas em numerosas igrejas e santuários em todo o mundo. Segue-se uma lista (não exaustiva) dos principais locais de conservação, divididos por nação:
Europa
- Áustria:
  - Mosteiro de Heiligenkreuz
  - Viena, Tesouro Imperial (Schatzkammer)
- Bélgica:
  - Bruxelas, Catedral de São Miguel e Gudula
  - Gante, Catedral de São Bavão
  - Antuérpia, Catedral de Nossa Senhora
- Bulgária:
  - Mosteiro de Rila
- França:
  - Paris, Sainte-Chapelle: Construída no século XIII por ordem de Luís IX (São Luís), projetada para abrigar as relíquias da Paixão, incluindo a Sagrada Coroa de Espinhos e um fragmento da Vera Cruz.
  - numerosas outras localidades (Baugé, Bonifacio, Liège, Lille, Moulins, Nancy, Parthenay, Pontpierre, Orléans, La Vraie-Croix, Poitiers, Saint-Guilhem-le-Désert, Saint-Michel de Cuxa, Saint-Malo, Sarcelles, Sens, Tarascon, Toulouse).
- Alemanha:
  - Hildesheim, Museu da Catedral
  - Limburg an der Lahn
- Grécia:
  - Monte Athos (Mosteiros de Xeropotamou, Koutloumousiou e Megisti Lavra)
  - Mosteiros de Varlaam e Agia Triada, Meteora.
- Itália:
  - Roma, Basílica de Santa Cruz em Jerusalém
  - Roma, Basílica de Santa Maria Maggiore.
  - Numerosas outras localidades (Acquaviva Montecroce, Adelfia, Alberobello, Atrani, Bari, Bitonto, Bitritto, Caramagna Piemonte, Capizzi, Castel Goffredo, Cefalù, Chiaramonte Gulfi, Cosenza, Civitella Casanova, Conversano, Florença, Gallipoli, Gravina in Puglia, Isnello, Lentini, Mola di Bari, Monopoli, Monte Sant'Angelo, Monterosso Calabro, Nápoles, Noci, Ottaviano, Pádua, Petroro, Pisa, Ruvo di Puglia, Rutigliano, Sannicandro, Turim, Triggiano, Gerace, Paternò, Tortona, Valenzano).
- Polônia:
  - Wroclaw, Catedral de São João
  - Wawel, Catedral de Wawel, Cracóvia.
  - Opole, Santuário da Santa Cruz
  - Varsóvia, Igreja da Santa Cruz
  - Mosteiro da Santa Cruz (Święty Krzyż), Monte Łysa Góra.
- Portugal:
  - Coimbra, catedral
  - Mosteiro da Batalha.
- República Tcheca:
  - Praga, Catedral de São Vito
- Sérvia:
  - Mosteiro de Studenica
- Eslováquia:
  - Bratislava, Catedral de São Martinho.
- Espanha:
  - Mosteiro de San Toribio de Liébana, Cantabria
  - Caravaca de la Cruz, Murcia
  - Numerosas outras localidades (Alhaurín el Grande, Andújar, Aguilar de la Frontera, Caspe, Dos Hermanas, Leon, Loja, Madrid, Málaga, Mosteiro de Guadalupe, Múrcia, Sevilha, El Viso del Alcor, Gijón, Alcalá del Río, Marchena, Puente Gentil, Salamanca, Soria, Valladolid, Vélez-Málaga).
- Hungria:
  - Budapeste, Basílica de Santo Estêvão
  - Nyul, Igreja Paroquial.

Fora da Europa
- Argentina:
  - Córdoba, Santuário do Senhor da Boa Morte.
- Canadá:
  - Montreal, Catedral de São José
  - Britannia Beach, Colúmbia Britânica, Capela do "Copper Ridge Conference Centre".
- Colômbia:
  - Popayán, inserida na escultura chamada "Cristo de Popayán".
- Costa Rica:
  - San José, Igreja de San José de la Oración.
- Etiópia:
  - Mosteiro de Gishen Mariam.
- Filipinas:
  - Mosteiro de Tarlac.
- Guatemala:
  - Cidade da Guatemala, Igreja de São Francisco
  - Cidade da Guatemala, Igreja da Recolecion.
- Índia:
  - Kandal, Santuário da Cruz
  - Kulshekar, Igreja da Santa Cruz
  - Mapranam, Igreja de Mar Sleeva.
- Jerusalém:
  - Tesouro da Basílica do Santo Sepulcro.
- Peru:
  - Lima, Basílica de la Vera Cruz.
- EUA:
  - Abadia de São Meinrad.
  - Cleveland, Ohio, Museu de Arte.
  - Covington, Kentucky, Catedral.
  - Dickinson, Texas, Santuário da Vera Cruz.
  - Marietta, Ohio, Basílica da Assunção.
  - New York, New York , Igreja do Redentor.
  - San Buenaventura, Califórnia, Basílica da Missão Antiga.
  - Saint Louis, Missouri, Igreja de Santa Maria das Vitórias.
  - Stanford, Connecticut, Basílica de São João Evangelista.
  - Tampa, Flórida, Centro "Maria Auxiliadora dos Cristãos" da congregação dos Salesianos de Dom Bosco.
  - Universidade de Notre Dame, Indiana, na Basílica Universitária do Sagrado Coração.
- Venezuela:
  - Barquisimeto, Igreja de Santa Cruz.

Por volta de 455, Juvenal também enviou ao Papa Leão I um fragmento da Vera Cruz.